# Грачевська (платформа)
Грачевська (рос. Грачёвская до листопада 2020 Хо́врино) — зупинний пункт на головному ході Жовтневої залізниці (Ленінградському напрямку), у складі лінії МЦД-3, у Москві. Назва дана по розташованим поблизу садибі Грачевка і Грачевському парку. Колишня назва була за однойменним селом, розташованому біля станції і включеному до складу Ленінградського району Москви, в 1960 році.

## Історія
Зупинний пункт разом з однойменною станцією відкрито 15 липня 1910 року.
До 1950 року дільницю Москва-Ховрино було електрифіковано, стали курсувати електрички.
В 2020 році, через відкриття нової платформи МЦД-3 в безпосередній близькості, урядом міста Москви прийнято рішення про перейменування зупинного пункту. Назва Ховрино перейшла новому сусідньому зупинному пункту, відкритому 23 листопада 2020, який увійде до складу нового транспортного вузла «Ховрино».

## Платформи і виходи
На зупинному пункті дві пасажирські платформи, обидві берегового типу, які обслуговують дві колії: № 1, № 2. (На 3-ій — середній — колії платформа відсутня, платформа у колії 4 розібрана через прокладання нової колії, залишився вихід з переходу). Вони сполучені підземним переходом, який служить і для переходу з однієї частини міста в іншу. Обладнана турнікетами.

## Пересадки
- Автобуси: 65, 154, 188, 191, 215, 215к, 270, 571, 591, 665, 745, 748, 928